# Comperiella
Comperiella is een geslacht van vliesvleugeligen uit de familie Encyrtidae. De wetenschappelijke naam van dit geslacht is voor het eerst geldig gepubliceerd in 1906 door Howard.

## Soorten
Het geslacht Comperiella omvat de volgende soorten:
- Comperiella apoda Prinsloo, 1996
- Comperiella aspidiotiphaga Subba Rao, 1966
- Comperiella bifasciata Howard, 1906
- Comperiella indica Ayyar, 1934
- Comperiella karoo Prinsloo, 1996
- Comperiella lemniscata Compere & Annecke, 1961
- Comperiella pia (Girault, 1915)
- Comperiella ponticula Prinsloo & Annecke, 1976
- Comperiella unifasciata Ishii, 1925